# Araneus thorelli
Araneus thorelli är en spindelart som först beskrevs av Roewer 1942. Araneus thorelli ingår i släktet Araneus och familjen hjulspindlar.
Artens utbredningsområde är Myanmar. Inga underarter finns listade i Catalogue of Life.